# Miroslav Javín
Miroslav Javín (* 2. srpna 1968 v Karviné) je bývalý český hokejový obránce a hokejový trenér, který odehrál v české extralize 451 utkání.

## Hráčská kariéra
Jeho debut v Československé lize byla sezona 1989/90 v týmu TJ Vítkovice, kdy odehrál 2 zápasy. Za tým si zahrál další sezonu, kdy si zahrál 51 zápasů. Sezonu 1991/1992 odehrál v týmu HC ŠKP Poprad, kdy si poprvé zahrál Playoff v nejvyšší soutěži. Na další sezonu se vrátil zpět do Vítkovic, kde odehrál 3 sezony. V sezoně 1992/1993 došel s týmem do finále playoff. Sezonu 1995/1996 strávil v týmu AC ZPS Zlín, kdy si poprvé zahrál v Playoff v České Extralize. Od sezony 1996/1998 hrál v týmu HC Dukla Jihlava. Sezonu 1998/1999 strávil v týmu HC Slezan Opava, kdy po skončení sezony klub prodal licenci týmu HC Femax Havířov, kam následně přestoupil. Za Havířov odehrál 3 sezony a zahrál si poprvé v Tipsport Cup. Po skončení smlouvy odešel do HC Slovan Bratislava, kde pomohl vybojovat titul mistra ligy. Po skončení sezony přestoupil do Polské ligy do týmu Unia Oświęcim, kde také pomohl vybojovat titul mistra ligy. Na další sezonu se rozhodl vrátit na Slovensko a podepsal smlouvu s týmem HC Košice, kde působil před 13 lety. Po dvou sezonách strávených v Košicích přestoupil do dalšího slovenského týmu MsHK Garmin Žilina, kde odehrál jednu sezonu. Sezonu 2009/2010 začal ve slovenském týmu HKm Zvolen, kde odehrál 7 zápasů, poté přestoupil do polské ligy do týmu Unia Oświęcim, kde působil před 6 lety. Sezónu 2010/2011 působil v týmu HC Plus Oil Orlová, který hrál ve 2. lize ve skupině východ. Po skončení ročníku se Orlovský klub dostal do finančních problémů a klub se rozhodl zapůjčit druholigovou licenci do týmu HC Plus Oil Karviná, kde následně hrál až do roku 2016. Ve druhé lize hrál kromě Karviné také za HC RT TORAX Poruba 2011. Následujících šest sezon byl hráčem HC Bohumín v krajské lize. V krajské lize pokračoval v ročníku 2022/2023 za HC Wolves Český Těšín. V HK Karviná trénoval v roce 2024 starší žáky.

## Ocenění a úspěchy
- 1999 ČHL - Utkání hvězd české extraligy
- 2007 SHL - Nejproduktivnější obránce[4]
- 2012 2.ČHL - Třetí All Stars Team (Východ)[5]

## Zajímavosti
Miroslav Javin měl zájem reprezentovat Polskou reprezentaci. Za Polskou reprezentaci mohl nastoupit, protože má Polské předky.

## Prvenství
- Debut v ČHL - 14. září 1993 (HC Vítkovice proti HC Chemopetrol Litvínov)
- První asistence v ČHL - 28. září 1993 (HC Vítkovice proti HC Sparta Praha)
- První gól v ČHL - 26. října 1993 (HC Vítkovice proti HC Kladno, českému brankáři Jaroslavu Kamešovi)

## Klubová statistika
| Sezóna       | Klub                  | Soutěž       |     | Základní část | Základní část | Základní část | Základní část | Základní část |   | Play off | Play off | Play off | Play off | Play off |
| Sezóna       | Klub                  | Soutěž       | Z   | G             | A             | B             | TM            | Z             | G | A        | B        | TM       |          |          |
| 1989/1990    | TJ Vítkovice          | ČSHL         | 2   | 0             | 0             | 0             | 0             | —             | — | —        | —        | —        |          |          |
| 1990/1991    | TJ Vítkovice          | ČSHL         | 51  | 1             | 9             | 10            | 24            | —             | — | —        | —        | —        |          |          |
| 1991/1992    | HC ŠKP Poprad         | ČSHL         | 38  | 3             | 4             | 7             | —             | 5             | 0 | 0        | 0        | —        |          |          |
| 1992/1993    | TJ Vítkovice          | ČSHL         | 51  | 5             | 9             | 14            | 0             | —             | — | —        | —        | —        |          |          |
| 1993/1994    | HC Vítkovice          | ČHL          | 49  | 4             | 13            | 17            | 0             | —             | — | —        | —        | —        |          |          |
| 1994/1995    | HC Vítkovice          | ČHL          | 49  | 9             | 10            | 19            | 0             | —             | — | —        | —        | —        |          |          |
| 1995/1996    | AC ZPS Zlín           | ČHL          | 39  | 3             | 4             | 7             | 20            | 8             | 0 | 0        | 0        | 6        |          |          |
| 1996/1997    | HC Dukla Jihlava      | ČHL          | 52  | 5             | 5             | 10            | 50            | —             | — | —        | —        | —        |          |          |
| 1997/1998    | HC Dukla Jihlava      | ČHL          | 51  | 2             | 7             | 9             | 77            | —             | — | —        | —        | —        |          |          |
| 1998/1999    | HC Slezan Opava       | ČHL          | 52  | 5             | 10            | 15            | 59            | —             | — | —        | —        | —        |          |          |
| 1999/2000    | HC Femax Havířov      | ČHL          | 52  | 4             | 11            | 15            | 79            | —             | — | —        | —        | —        |          |          |
| 2000/2001    | HC Femax Havířov      | ČHL          | 46  | 5             | 12            | 17            | 44            | —             | — | —        | —        | —        |          |          |
| 2001/2002    | HC Femax Havířov      | ČHL          | 52  | 3             | 20            | 23            | 56            | —             | — | —        | —        | —        |          |          |
| 2002/2003    | HC Slovan Bratislava  | SHL          | 54  | 5             | 5             | 10            | 62            | 13            | 4 | 2        | 6        | 10       |          |          |
| 2003/2004    | Unia Oświęcim         | PHL          | 27  | 9             | 13            | 22            | 26            | 11            | 0 | 1        | 1        | 10       |          |          |
| 2004/2005    | HC ŠKP Poprad         | SHL          | 54  | 6             | 13            | 19            | 44            | 5             | 0 | 1        | 1        | 0        |          |          |
| 2005/2006    | HC ŠKP Poprad         | SHL          | 54  | 7             | 16            | 23            | 80            | 15            | 2 | 5        | 7        | 32       |          |          |
| 2006/2007    | HC Košice             | SHL          | 54  | 13            | 28            | 41            | 46            | 11            | 0 | 4        | 4        | 12       |          |          |
| 2007/2008    | HC Košice             | SHL          | 54  | 6             | 24            | 30            | 50            | 19            | 3 | 7        | 10       | 22       |          |          |
| 2008/2009    | MsHK Garmin Žilina    | SHL          | 64  | 7             | 32            | 39            | 96            | —             | — | —        | —        | —        |          |          |
| 2009/2010    | HKm Zvolen            | SHL          | 7   | 1             | 0             | 1             | 16            | —             | — | —        | —        | —        |          |          |
| 2009/2010    | Unia Oświęcim         | PHL          | 38  | 4             | 11            | 15            | 48            | —             | — | —        | —        | —        |          |          |
| 2010/2011    | HC Plus Oil Orlová    | 2.ČHL        | 36  | 5             | 17            | 22            | 54            | 9             | 0 | 4        | 4        | 10       |          |          |
| 2011/2012    | HC Baník Karviná      | 2.ČHL        | 40  | 4             | 15            | 19            | 54            | 11            | 3 | 5        | 8        | 18       |          |          |
| 2012/2013    | HC Baník Karviná      | 2.ČHL        | 42  | 4             | 16            | 20            | 42            | 8             | 1 | 4        | 5        | 22       |          |          |
| 2013/2014    | HC RT Torax Poruba    | 2.ČHL        | 43  | 7             | 15            | 22            | 28            | 9             | 0 | 2        | 2        | 28       |          |          |
| 2014/2015    | HC RT Torax Poruba    | 2.ČHL        | 38  | 2             | 11            | 13            | 55            | 8             | 0 | 3        | 3        | 8        |          |          |
| 2015/2016    | SK Karviná            | 2.ČHL        | 35  | 6             | 11            | 17            | 62            | —             | — | —        | —        | —        |          |          |
| 2016/2017    | HC Bospor Bohumín     | KLLH         | 18  | 7             | 23            | 30            |               | —             | — | —        | —        | —        |          |          |
| 2017/2018    | HC Bospor Bohumín     | KLLH         | 25  | 3             | 15            | 18            | 12            | 4             | 2 | 4        | 6        |          |          |          |
| 2018/2019    | HC Bospor Bohumín     | KLLH         | 13  | 2             | 13            | 15            | 18            | —             | — | —        | —        | —        |          |          |
| 2019/2020    | HC Bospor Bohumín     | KLLH         | 26  | 2             | 16            | 18            | 26            | 5             | 1 | 2        | 3        | 8        |          |          |
| 2020/2021    | HC Bospor Bohumín     | KLLH         | 1   | 0             | 0             | 0             | 0             | —             | — | —        | —        | —        |          |          |
| 2021/2022    | HC Bospor Bohumín     | KLLH         | 14  | 1             | 1             | 2             | 14            | —             | — | —        | —        | —        |          |          |
| 2022/2023    | HC Wolves Český Těšín | KLLH         | 10  | 0             | 6             | 6             | 12            | 2             | 0 | 1        | 1        | 8        |          |          |
| Celkem v ČHL | Celkem v ČHL          | Celkem v ČHL | 442 | 40            | 92            | 132           | 385           | 8             | 0 | 0        | 0        | 6        |          |          |

## Turnaje v Česku
Jeho jediný zápas v utkáni hvězd v roce 1999 v Plzni skončilo porážkou 13:4.
| Rok                   | Tým/skupina           | Liga                  | Z  | G | A | B | TM |
| --------------------- | --------------------- | --------------------- | -- | - | - | - | -- |
| 1999                  | Východ                | Utkáni hvězd          | 1  | 0 | 0 | 0 |    |
| 2000                  | HC Femax Havířov      | Zepter Cup            | 7  | 0 | 3 | 3 | 4  |
| 2001                  | HC Femax Havířov      | Tipsport Cup          | 7  | 0 | 2 | 2 | 8  |
| Celkem v Tipsport Cup | Celkem v Tipsport Cup | Celkem v Tipsport Cup | 14 | 0 | 5 | 5 | 12 |